# Lorenzo II Suárez de Figueroa
Lorenzo II Suárez de Figueroa (1410/12-1461) fue el II señor (1429) y I conde de Feria, título concedido por Enrique IV de Castilla por Real Cédula expedida en Valladolid el 17 de mayo de 1460. Aparte del señorío de Feria, fue señor de Zafra, Villalba, Valencia de las Torres, La Parra, La Oliva, y el Rincón.

## Vida
Fue hijo de Gómez I Suárez de Figueroa, I señor de Feria, y de Elvira Lasso de Mendoza, hija de Diego Hurtado de Mendoza y de su segunda esposa, Leonor de la Vega. Tuvo que vivir los convulsos reinados de Juan II y Enrique IV de Castilla. Aún muy joven, tuvo que encargarse de la gobernación del señorío y de la contribución militar que su padre debía al rey de Castilla, contribuyendo a las campañas militares de los citados reyes Juan II y Enrique IV en sus luchas con los reyes de Aragón, logrando que los territorios de la Baja Extremadura permanecieran fieles a los castellanos. Asimismo, participó en las batallas contra los reyes de Granada. 

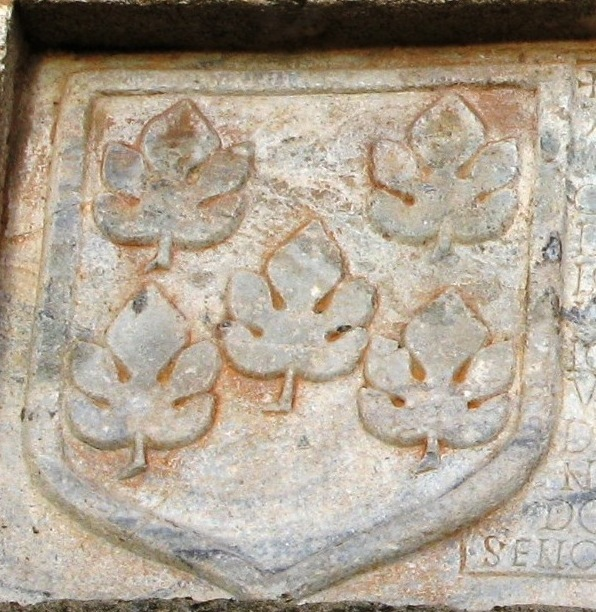
Armas de la Casa de Feria

Situó su lugar de residencia en Zafra, a la que transformó en el centro del Estado de Feria y donde continuó la construcción de la muralla, en 1437 comenzó la construcción del alcázar (actualmente Parador de Turismo Duques de Feria) al que se trasladó en 1444, en 1458 mandó construir el castillo de Nogales, además de otros importantes edificios de la localidad.
En 1439 fue elegido miembro del Consejo Real y después, en compensación por sus actividades militares recibió el señorío de las aldeas de La Morera y Alconera, ensanchando sus dominios extremeños. Obtuvo las ferias de San Juan y San Miguel (1453). En 1446 consiguió del rey el establecimiento del mayorazgo para sus dominios en el que incluyó las villas de La Morera y Alconera así como el palacio que adquirió en 1405.  En 1455 dejó la actividad pública y se retiró a su señorío pues su actividad al servicio de la Corona no recibía la recompensa que cabría esperar, pero no se apartó del bando real y en 1456 el rey Enrique IV lo nombró su consejero real. Los últimos años de su vida los dedicó a fortalecer sus propiedades.
En 1460 el rey Enrique IV, para asegurar su lealtad cuando se formó una liga en contra del monarca, le concedió el título de conde de Feria.  Falleció en 1461 y fue enterrado en el monasterio de Santa María del Valle, fundado por su padre, en un bello sepulcro de alabastro que, aunque adosado a la pared del lado del Evangelio de la iglesia, se conserva casi íntegro.

## Matrimonio y descendencia

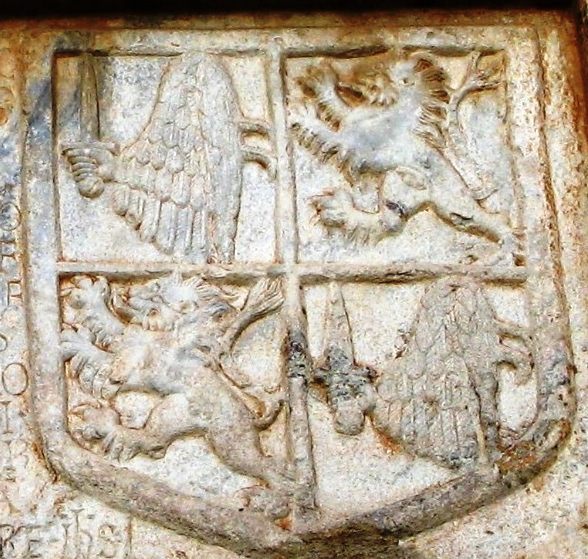
Armas de los Manuel

Se casó con María Manuel de Villena, descendiente del rey Fernando III como hija mayor y heredera de Pedro Manuel de Villena, III señor de Montealegre y II de Meneses —hijo de Enrique Manuel de Villena—, y de Juana Manrique de Lara.   Elvira otorgó testamento en 1474 y codicilio en 1477 en los que menciona a sus hijos. Fueron padres de:
- Elvira Suárez de Figueroa, casada con Pedro Afán de Ribera,[2]  señor de Malpica;[3]
- Gómez II Suárez de Figueroa, II conde de Feria;[3]
- Juana Manuel, esposa de Juan de Sotomayor, II señor de Alconchel y de Benalcázar;[3] hijo del maestre Gutierre de Sotomayor.[2]
- Leonor Suárez de Figueroa, casada con Pedro Ponce de León, IV señor de Villagarcía de la Torre[3] y I señor de Zahara, progenitor de los marqueses de Zahara;[2]
- Mencía Manuel de Figueroa,[3] monja clarisa, abadesa primero del monasterio de Santa María del Valle en Zafra y después en el monasterio de Santa Clara en Fregenal;
- Beatriz Manuel de Figueroa, casada con Fernán Gómez de Solís;[3]
- Juan Manuel de Figueroa, señor de Salvaleón y de Cañaveral, casado con Isabel de Portocarrero,[3] hija del I conde de Medellín;[2]
- María Manuel de Figueroa, esposa de Álvar Pérez de Guzmán;[3] hijo de Juan Alonso Pérez de Guzmán, I duque de Medina Sidonia;
- Lorenzo Suárez de Figueroa,[3] mencionado en el testamento de su madre; e
- Íñigo López (o de Figueroa),[3] mencionado en el testamento de su madre, pero no es uno de los herederos, por lo que habrá fallecido antes de 1474.